# Parafia Zmartwychwstania Pańskiego w Zlinie
Parafia Zmartwychwstania Pańskiego w Zlinie – parafia Kościoła Starokatolickiego w Republice Czeskiej. Proboszczem parafii jest ks. dr Pavel B. Stránský. Nabożeństwa odbywają się w niedzielę o godz. 10:00.

## Historia
Wspólnota starokatolicka w Zlinie została zawiązana w 1999 roku, jej pierwszym proboszczem był ks. Bernard M. Růžička. 14 października 2000 roku parafia rozpoczęła użytkowanie obszernej cmentarnej kaplicy rodziny Seilern-Aspang w Štípie, która wcześniej popadała w ruinę. Od 2003 roku duszpasterstwo nad starokatolikami objął ks. dr Pavel B. Stránský. 